# Fornacit
Fornacit ist ein selten vorkommendes Mineral aus der Mineralklasse der „Sulfate (einschließlich  Selenate, Tellurate, Chromate und Wolframate)“ mit der chemischen Formel Pb2Cu[OH|CrO4|AsO4]. Damit ist das Mineral ein Blei-Kupfer-Chromat-Arsenat mit zusätzlichen Hydroxidionen (OH−).
Fornacit kristallisiert im monoklinen Kristallsystem und entwickelt bis 6 mm lange, typisch steilpyramidale und verrundete Kristalle, die immer zu Aggregaten zusammentreten. Sie zeigen Glas- bis Fettglanz und hohe Lichtbrechung und Doppelbrechung.

## Etymologie und Geschichte
Im Jahre 1915 veröffentlichte Antoine François Alfred Lacroix eine kurze Notiz, in der er aus den Gruben von Djoué (Renéville Mine) im damaligen französischen Kongo stammende kleine olivgrüne Kristalle in einer „magnifique géode de dioptase“ beschrieb. Obwohl nur sehr wenig Probenmaterial vorhanden war, interpretierte er seine qualitativen Analysen so, dass ein dem Vauquelinit ähnliches Mineral vorlag, in dem der größte Teil des Phosphats durch Arsenat ersetzt war. Lacroix benannte das Mineral (unter Ableitung von lateinisch fornax für „Ofen“) zu Ehren des französischen Geographen Lucien Louis Fourneau (1867–1930), Vizegouverneur von Ubangi-Schari (1909–1910), Gouverneur des Mittelkongo (1911–1916) und Hochkommissar sowie Gouverneur des französischen Kamerun (1916–19).
Detaillierter beschrieben wurde das Mineral erst 1951 und hierbei sowohl seine Eigenständigkeit als auch die Isotypie mit Vauquelinit nachwiesen. Beides war zuvor von Edward Salisbury Dana und Hugo Strunz angezweifelt worden. Eine weitere Bearbeitung erfolgte 1962 durch Pierre Bariand und P. Herpin.
Obwohl Antoine Lacroix eine Stufe aus dem Muséum national d’histoire naturelle in Paris zur ersten Charakterisierung des Fornacits verwendet hat, ist Typmaterial sensu stricto nicht definiert.

## Klassifikation
In der veralteten 8. Auflage der Mineralsystematik nach Strunz gehörte der Fornacit zur Mineralklasse der „Sulfate, Chromate, Molybdate, Wolframate“ und dort zur Abteilung „Chromate“, wo er gemeinsam mit Bellit, Hemihedrit, Phönikochroit und Vauquelinit sowie im Anhang mit Iranit in der „Phönikochroit-Vauquelinit-Gruppe“ mit der Systemnummer VI/E.02 steht.
In der zuletzt 2018 überarbeiteten Lapis-Systematik nach Stefan Weiß, die formal auf der alten Systematik von Karl Hugo Strunz in der 8. Auflage basiert, erhielt das Mineral die System- und Mineralnummer VI/F.02-020. Dies entspricht der Klasse der „Sulfate, Chromate, Molybdate und Wolframate“ und dort der Abteilung „Chromate [CrO4]2−“, wo Fornacit zusammen mit Deanesmithit, Edoylerit, Georgerobinsonit, Molybdofornacit, Phönikochroit, Reynoldsit, Santanait, Vauquelinit und Wattersit eine unbenannte Gruppe mit der Systemnummer VI/F.02 bildet.
Die von der International Mineralogical Association (IMA) zuletzt 2009 aktualisierte 9. Auflage der Strunz’schen Mineralsystematik ordnet den Fornacit in die Klasse der „Sulfate (Selenate, Tellurate, Chromate, Molybdate und Wolframate)“ und dort in die Abteilung „Chromate“ ein. Hier ist das Mineral in der Unterabteilung „Mit PO4, AsO4, SiO4“ zu finden, wo es zusammen mit Molybdofornacit die „Fornacitgruppe“ mit der Systemnummer 7.FC.10 bildet.
In der vorwiegend im englischen Sprachraum gebräuchlichen Systematik der Minerale nach Dana hat Fornacit die System- und Mineralnummer 43.04.03.02. Das entspricht der Klasse der „Phosphate, Arsenate und Vanadate“ und dort der Abteilung „Phosphate“. Hier findet er sich innerhalb der Unterabteilung „Zusammengesetzte Phosphate etc., (Wasserfreie zusammengesetzte Anionen mit Hydroxyl oder Halogen)“ in der „Vauquelinitgruppe“, in der auch Vauquelinit und Molybdofornacit eingeordnet sind.

## Kristallstruktur
Fornacit kristallisiert im monoklinen Kristallsystem in der Raumgruppe P21/c (Raumgruppen-Nr. 14) mit den Gitterparametern a = 8,10 Å; b = 5,89 Å; c = 17,55 Å und β = 110,0° sowie vier Formeleinheiten pro Elementarzelle.
Fornacit ist isotyp (isostrukturell) zu Vauquelinit und Molybdofornacit, d. h., er kristallisiert mit der gleichen Kristallstruktur wie Vauquelinit. Im Fornacit sind die beiden nicht äquivalenten Pb-Ionen von neun O-Atomen umgeben. Das Cu2+-Ion weist die die Koordination 4+2 auf. (As,P) und Cr sind tetraedrisch von O-Atomen umgeben. Die Struktur des Fornacits lässt sich als aufgebaut aus dicken Schichten von miteinander kantenverbundenen Pb[9]-Polyeder, parallel zu (001) durch z ≈ 0 und c/2, und aus Zickzackketten von kantenverbundenen CuO4(OH)2-Pseudo-Oktaedern parallel [010] (längs der Schraubenachse) beschreiben. Die AsO4- und die CrO4-Tetraeder verknüpfen die Schichten aus den Pb-Polyedern sowie die Cu-Ketten zu einem dreidimensionalen Netzwerk. Das Fehlen von Vorzugsrichtungen erklärt auch die schlechte Spaltbarkeit des Minerals.
Der südafrikanische Chemiker Professor emeritus Jan C. A. Boeyens hat über den Fornacit und dessen Kristallstruktur einen Limerick mit dem Titel „A mineral called fornacite“ (Ein Mineral namens Fornacit) verfasst:

„The space group of fornacite / has a screw-axis at every site / And they operate such / to remind very much / Of what minerals do in the night …“

„Die Raumgruppe von Fornacit / besitzt eine Schraubenachse an jeder Position / Und das macht sie / um daran zu erinnern / was Minerale in der Nacht tun …“

## Eigenschaften

### Morphologie
Fornacit bildet bis 6 mm lange, prismatische, typisch steilpyramidale und verrundete Kristalle, die immer zu Aggregaten aus wirr durcheinanderliegenden Kristallen zusammentreten. An der Typlokalität sitzen diese Gruppen auf Dioptas.

### Physikalische und chemische Eigenschaften
Die Kristalle des Fornacits sind tiefgrün bis grünlichgelb, die Strichfarbe des Minerals wird z. T. als kanariengelb, z. T. als safrangelb beschrieben. Die durchsichtigen Kristalle weisen einen ausgeprägten fettartigen Glanz auf, was sich auch in der vergleichsweise hohen Lichtbrechung von 2,14 bis 2,24 und der entsprechenden Doppelbrechung von 0,1 widerspiegelt. Das Mineral weist keine Spaltbarkeit auf, bricht aber aufgrund seiner Sprödigkeit ähnlich wie Glas oder Quarz, wobei die Bruchflächen muschelig ausgebildet sind.
Mit einer Mohshärte von 3 gehört Fornacit zu den mittelharten Mineralen, die sich ähnlich wie das Referenzmineral Calcit von einer Kupfermünze ritzen lassen. Die berechnete Dichte liegt bei 6,30 g/cm³.
Fornacit ist in Salpetersäure vollständig löslich. Er schmilzt in der Flamme des Bunsenbrenners unter Aufkochen zu einem grünlichschwarzen Glas. Dabei wird Wasser abgegeben, das als basisch anzusprechen ist, da im Röhrchen kein Wasser entweicht.

## Modifikationen und Varietäten
Fornacit ist das arsenatdominante Analogon zum phosphatdominierten Vauquelinit und das chromdominierte Analogon zum molybdändominierten Molybdofornacit. Er ist außerdem mit den Vertretern der Brackebuschit-Gruppe verwandt.

## Bildung und Fundorte
Fornacit bildet sich sekundär in den Oxidationszonen von hydrothermalen Buntmetalllagerstätten. Begleitminerale des Fornacits in Djoué sind Dioptas, farbloser Mimetesit, Pyromorphit, Cerussit, Chalkosin, Cuprit (Chessylith), Descloizit, Mottramit, Plancheit, Vanadinit und Willemit. Im 1960 bekannt gewordenen Vorkommen von Sébarz findet sich Fornacit in mehr oder weniger enger Begleitung von Cerussit, Malachit, Azurit, Diaboleit, Atacamit, Dioptas, Chrysokoll, Hemimorphit, Phönikochroit und Iranit. Weitere bekannte Begleitminerale des Fornacits sind Wulfenit, Hemihedrit, Shattuckit und Fluorit.
Als seltene Mineralbildung ist Fornacit nur von wenigen Fundorten beschrieben worden. Bisher (Stand 2016) sind ca. 90 Fundorte bekannt. Als Typlokalität gelten die Renéville Mines (Djoué Mines), Renéville, Distrikt Kindanba, Departement Pool, Republik Kongo.
In Deutschland trat Fornacit in einem verkieselten Barytgang am Punkt 16.1 an der Hohensteinklippe bei Reichenbach, Ortsteil von Lautertal (Odenwald) im Odenwald, im Dolomitsteinbruch „Schmitt“ des Ortsteils Altenmittlau der Gemeinde Freigericht, Spessart, beide Hessen, sowie im Tagebau „Callenberg-Nord 1“ bei Callenberg unweit Glauchau, Sachsen, auf. Fundorte in Österreich und in der Schweiz sind unbekannt.
In Europa kennt man das Mineral u. a. aus dem „Schurf Crocoitovyi“ der Goldlagerstätte Berjosowski am Berg Uspenskaja bei Berjosowski unweit Jekaterinburg, Oblast Swerdlowsk, Ural, Russland, aus der „Hilarion Mine“ im Gebiet der Kamariza Mines bei Agios Konstantinos sowie aus verschiedenen Fundorten im Gebiet von Sounion, alle im Lavrion District, Region Attika, Griechenland, aus der „Miniera di Traversella“ bei Traversella, Val Chiusella, Distrikt Canavese, Metropolitanstadt Turin, Piemont, und „Campo alle Buche“ bei Campiglia Marittima, Monti del Campigliese, Provinz Livorno, Toskana, beide Italien sowie aus dem „Torr Works (Merehead) Quarry“ bei Cranmore, Somerset, England, Vereinigtes Königreich.
In Asien aus der „Sebarz Mine“ und der „Chah Khouni Mine“, beide bei Nain im Schahrestan Anarak, Provinz Isfahan, sowie der „Seh-Changi Mine“ bei Neybaud, Chorasan, Provinz Yazd, Iran. Aus der „Almalyk Mine“ bei Olmaliq unweit Taschkent, Usbekistan.
In Afrika aus der „Oumlil Mine“ bei Taznakht im Bezirk Bou Azzer, Provinz Ouarzazate, Region Drâa-Tafilalet, Marokko, der „Tsumeb Mine“ (Tsumcorp Mine) in Tsumeb, Region Oshikoto, und dem Tagebau Husab, Region Erongo, beide Namibia, und aus den ca. 100 km östlich von Johannesburg liegenden Pb-Zn-Gruben von „Argent“, Transvaal, Südafrika.
In Amerika aus der „Miniera Dulcinea de Llampos“, Distrikt Cachiyuyo de Llampos, Provinz Copiapó, Región de Atacama, Chile, der „Moctezuma (Bambolla) Mine“ bei Moctezuma, Sonora, Mexiko, sowie einer größeren Anzahl von Fundstellen in den Vereinigten Staaten. Zu diesen gehören in Arizona die „Mammoth-Saint Anthony Mine“ bei Tiger, Pinal County, die „Tonopah-Belmont Mine“ bei Belmont Mountain, Tonopah, Osborn District, Big Horn Mts, Maricopa County, die „Lone Star Mine“ bei Copperopolis, Yavapai County, die „79 Mine“, Gila County, die „Shattuck Mine“ bei Bisbee, Warren District, Cochise County, und die „Eagle Eye Mine“, New Water Mts, La Paz County; in Kalifornien die „Blue Bell Mine“ bei Baker, San Bernardino County; in New Mexico der „Socorro Peak“ sowie die 3 km nordwestlich von Magdalena bei Silver Hill liegende „Bullfrog No. 2 Mine“, North Magdalena District, beide Socorro County, und schließlich die „Killie Mine“, Spruce Mountain District, Elko County sowie die „Silver Coin Mine“ bei Valmy, Iron Point District, Humboldt Co., beide in Nevada.
In Australien aus der 300 km nördlich von Kalgoorlie liegenden Lagerstätte „Teutonic Bore“, und vom Whim Creek östlich von Roebourne, Pilbara-Region, beide in Western Australia.

## Verwendung
Mit einem PbO-Gehalt von rund 56 Gew.-% wäre Fornacit ein reiches Bleierz. Aufgrund seiner extremen Seltenheit ist das Mineral jedoch ausschließlich für Sammler interessant.